# 2022年冬季残疾人奥林匹克运动会奥地利代表团
2022年冬季残疾人奥林匹克运动会奥地利代表团是奥地利派出的2022年冬季残疾人奥林匹克运动会代表团。获得5枚金牌、5枚银牌和3枚铜牌。